# 三角多项式
在数学中，三角多项式是一类基于三角函数的函数的总称。三角多项式是可以表示成有限个正弦函数sin(nx) 和余弦函数cos(nx) 的和的函数，其中的x 是变量，而n 是一个自然数。三角多项式中每一项的系数可以是实数或者复数。如果系数是复数的话，那么这个三角多项式是一个傅里叶级数。
三角多项式在许多数学分支，如数学分析和数值分析中都有应用，例如在傅里叶分析中，三角多项式被用于傅里叶级数的表示，在三角插值法中，三角多项式被用于逼近周期性函数。
三角多项式一般可以写成

## 定义
一个函数T如果能够写成：
{\displaystyle T(x)=a_{0}+\sum _{n=1}^{N}a_{n}\cos(nx)+\mathrm {i} \sum _{n=1}^{N}b_{n}\sin(nx)\qquad (x\in \mathbf {R} )}
的形式，其中对于所有的{\displaystyle 0\leq n\leq N}，an 和 bn都是复数，那么就称其为N阶复三角多项式。运用欧拉公式，这个函数可以写为：
{\displaystyle T(x)=\sum _{n=-N}^{N}c_{n}\mathrm {e} ^{\mathrm {i} nx}\qquad (x\in \mathbf {R} ).}
同样地，如果对于所有的{\displaystyle 0\leq n\leq N}，an 和bn都是实数的话，那么函数t
{\displaystyle t(x)=a_{0}+\sum _{n=1}^{N}a_{n}\cos(nx)+\sum _{n=1}^{N}b_{n}\sin(nx)\qquad (x\in \mathbf {R} )}
就被称N阶实三角多项式。

## 性质
{\displaystyle \scriptstyle \cos n\theta \,}是关于{\displaystyle \scriptstyle \cos \theta \,}的n 次多项式。
{\displaystyle T_{n}(\cos(\theta ))=\cos(n\theta )\,}
实际上，这种多项式称为第一类切比雪夫多项式。同样地，{\displaystyle \scriptstyle \sin n\theta \,}也是关于{\displaystyle \scriptstyle \cos \theta \,}和{\displaystyle \scriptstyle \sin \theta \,}的n 次多项式，称为第二类切比雪夫多项式。
{\displaystyle \sin(\theta )U_{n}(\cos(\theta ))=\sin((n+1)\theta )\,}
因此，一个三角多项式实际上也可以认为是关于三角函数{\displaystyle \scriptstyle \cos \theta \,}和{\displaystyle \scriptstyle \sin \theta \,}的多项式。
三角多项式都是周期为{\displaystyle \scriptstyle 2\pi \,}的周期函数。同时，任何连续的周期函数都可以借助于三角多项逼近到任意接近的程度。